# Glenea subviridescens
Glenea subviridescens é uma espécie de escaravelho da família Cerambycidae. Foi descrita por Stephan von Breuning em 1963.  É conhecida a sua existência em Laos, Tailândia, Vietname e China.